# Fulvetta formosana
Fulvetta formosana е вид птица от семейство Sylviidae.

## Разпространение
Видът е ендемичен за Тайван.